# سيباليويني
سيباليويني هي قرية تقع في ضاحية سيباليويني،سورينام.